# Crise política em Madagáscar em 2009
A crise política em Madagáscar em 2009 envolveu uma série de manifestações antigovernamentais em Madagáscar no início de 2009, culminando no envolvimento militar e na posse do líder oposicionista Andry Rajoelina para a presidência do país. Os protestos começaram em janeiro de 2009, e foram orientadas para agir contra ao governo do  Presidente de Madagascar, Marc Ravalomanana. Os protestos, que se tornaram violentos, foram organizados e liderados por Rajoelina, que era o prefeito da capital do país, Antananarivo, e um proeminente opositor do presidente Ravalomanana. Pelo menos 130 pessoas foram mortas em Madagascar desde o início dos protestos antigovernamentais.
Os protestos foram vistos como os mais sérios desafios enfrentados pelo governo de Ravalomanana desde que ele chegou ao cargo em 2002. O presidente Ravalomanana jurou restaurar a ordem "custe o que custar", de acordo com uma declaração governamental, enquanto que o líder oposicionista Rajoelina exigiu a dissolução do governo e a formação de um governo de transição sob sua liderança.
Em 16 de março de 2009, um dos palácios do presidente Ravalomanana, o Palácio Ambohitsorohitra, foi invadido e tomado pelos soldados do Exército Malgaxe. O presidente não estava no palácio invadido no momento. A União Africana condenou a ação, chamando-o como uma "tentativa de golpe de Estado". Rajoelina insistiu em que o cerco ao palácio não foi um golpe, embora ele instalasse a si mesmo imediatamente nos escritórios presidenciais do palácio capturado.
Ravalomanana já tinha saído do palácio Iavoloha para uma localização mais reservada. A junta militar, composta por militares de altas patentes, teria sido acusada de organizar eleições no prazo de 24 meses e voltar a escrever a Constituição para a "Quarta República". No entanto, o vice-almirante Ramaroson anunciou em 18 de março que iria transferir o poder diretamente para Rajoelina, tornando-o presidente da Alta Autoridade Transitória, dominada pela oposição, que Rajoelina tinha estabelecido semanas antes. A Corte Constitucional de Madagascar considerou a transferência de poder de Ravalomanana para a junta militar e, em seguida, para Rajoelina, como constitucional.
De acordo com Roindefo, a transferência de poder não foi um golpe de Estado, mas sim "a expressão direta da democracia, quando a democracia representativa não se manifesta através das instituições". Rajoelina foi oficialmente empossado em 21 de março perante uma multidão de 40.000 apoiadores.
No mesmo dia, tropas da Marinha de Madagascar exigiram a renúncia de Rajoelina para 25 de Março de 2009, ameaçando usar a força para proteger a Constituição de Madagascar.

## Eventos anteriores
Andry Rajoelina tem sido um adversário ativo do governo de Ravalomanana desde que foi eleito como prefeito de Antananarivo, em Dezembro de 2007.
A relação entre Rajoelina e o governo malgaxe piorou ainda mais em 13 de dezembro de 2008, depois de o governo ter desligado uma estação de televisão pertencente a Rajoelina. A estação de televisão de Rajoelina foi desligada devido à exibição de uma entrevista com o ex-presidente exilado Didier Ratsiraka.

## Protestos

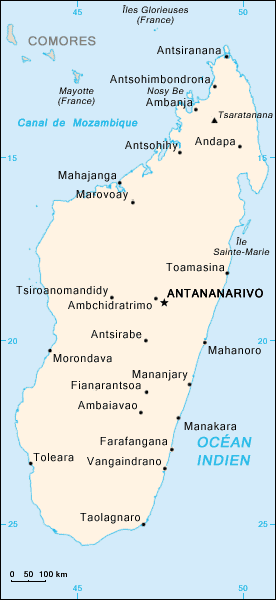
Os protestos estão acontecendo em Antananarivo, a capital e a maior cidade da Madagascar.

Rajoelina pediu uma greve geral durante o fim de semana de 24-25 de janeiro de 2009, na capital, Antananarivo, contra Ravalomanana, a quem ele tem chamado como ditador. Ravalomanana, que estava na África do Sul, abreviou sua viagem a uma reunião de cúpula regional em Pretória, e voou de volta para Madagascar. Numa declaração, Ravalomanana acusou o prefeito de uma tentativa de golpe, que dizia: "O pedido à revolta e à desobediência civil… corresponde a um golpe de Estado… espezinha os valores da Constituição e as instituições da república."
Na segunda-feira, 26 de janeiro de 2009, os protestos ficaram cada vez mais violentos. Manifestantes incendiaram o prédio da rádio estatal malgaxe, atacaram uma estação de televisão privada de propriedade de Ravalomanana, e saquearam lojas e empresas em toda a cidade.
Às 03:00 (horário local) de 26 de janeiro de 2009, agentes de segurança armados do governo declaradamente desligaram o transmissor do "Viva Radio", uma estação de rádio privada pertencente a Rajoelina.
Manifestantes saquearam duas estações de televisão pró-governo em Antananarivo. Milhares de manifestantes invadiram e saquearam as sedes da "Radio Nationale Malgache" (Rádio Nacional Malgaxe) e da "Télévision Nationale Malgache" (Televisão Nacional Malgaxe) por volta das 13:00 (horário local) de 26 de janeiro de 2009. Cerca de uma hora mais tarde, manifestantes incendiaram a sede do "Malagasy Broadcasting System" (Sistema Malgaxe de Difusão), uma estação privada pertencente ao presidente Ravalomanana. Um policial e um manifestante de 14 anos foram alegadamente mortos nos confrontos nos ataques ao Malagasy Broadcasting System.
Pelo menos 44 pessoas foram encontradas mortas nas ruínas de uma loja incendiada e saqueada no centro de Antananarivo. Especulou-se que os corpos eram de saqueadores que ficaram presos no incêndio da loja quando o telhado desabou.
Numa demonstração de desconfiança contra o governo, Rajoelina pediu para que todos os residentes de Antananarivo ficassem em casa em 29 de janeiro de 2009. Este protesto "cidade fantasma" basicamente fechou todas as lojas e empresas na capital.
O Cardeal Católico Emérito de Antananarivo, Armand Razafindratandra, pediu a calma assim que os protestos difundiam-se para fora da capital. Todas as estações públicas e privadas de rádio no país cessaram declaradamente a radiodifusão, com exceção da "Radio Dom Bosco", que é gerido pela ordem religiosa Salesiana.
Rajoelina disse em 31 de janeiro que estava tomando o controle do país, devido ao fracasso de Ravalomanana e do governo de cumprir suas responsabilidades. Ele disse que um pedido para a "renúncia imediata" de Ravalomanana seria apresentado ao Parlamento ", a fim de cumprir o procedimento legal". Além disso, ele pediu para que o Banco Central de Madagáscar retivesse o dinheiro do governo, para que todos os ministérios governamentais fechassem, e para que as forças de segurança aderissem a ele. Rajoelina disse que queria que a Constituição fosse respeitada, e que foi Ravalomanana quem violou a Constituição. Segundo Rajoelina, um novo governo transitório em breve será nomeado sob a sua liderança, e uma nova eleição presidencial será realizada dentro de dois anos. Falando no mesmo dia, Ravalomanana afirmou que "ele ainda era o presidente deste país" e que "faria o que for necessário para o desenvolvimento desta nação".
A União Africana (UA) imediatamente avisou Rajoelina que não iria aceitar um poder conseguido inconstitucionalmente em Madagascar: "É totalmente proibido tomar o poder por meios não-constitucionais".
Líderes de oposição aliados a Rajoelina encaminharam uma petição junto à Suprema Corte Constitucional em 2 de fevereiro, solicitando a remoção de Ravalomanana do cargo. Neste momento, a participação popular em comícios de Rajoelina tinha diminuído alegadamente. Em 3 de Fevereiro, Rajoelina disse num comício que iria anunciar seu novo governo em 7 de fevereiro. No mesmo dia, a Suprema Corte Constitucional considerou que não tinha poder para retirar o presidente do cargo, e que esse poder pertencia ao Parlamento. Também em 3 de Fevereiro, o prefeito Rajoelina foi afastado de seu cargo, e uma delegação especial, liderada por Guy Randrianarisoa, foi empossada em seu lugar. Rajoelina condenou a decisão, dizendo que não havia "nenhuma razão válida" para isso, e que ele estava preparado para enfrentar a prisão se for necessário; ele advertiu que a cidade "não aceitaria esta decisão".
Rajoelina realizou outro comício em 4 de fevereiro, com cerca de 1.500 pessoas. Nessa ocasião, ele descreveu a nomeação de Randrianarisoa como "um insulto ao povo de Madagascar"; ao invés disso, ele designou Michele Ratsivalaka para sucedê-lo como prefeito e deu-lhe a faixa de prefeito.

### Tiroteio no comício de oposição
Em 7 de Fevereiro, foi realizada um comício de oposição com vinte mil pessoas, e os manifestantes começaram a marchar para o Palácio Ambohitsorohitra quando a polícia abriu fogo. 28 pessoas foram inicialmente declaradas como mortas e 83 feridos foram relatados. Alguns saques foram relatados após o evento. No dia seguinte, foi comunicado que o número de mortos tinha aumentado para pelo menos 50, com os médicos estimando que 180 pessoas haviam chegado ao Hospital Ravoahangy Andrianavalona, principal hospital da cidade. O jornalista de Antananarivo, Fanja Saholiarisoa, disse: "A casa mortuária está cheia, e os hospitais estão cheios. Na TV, há um anúncio especial pedindo para as pessoas que têm carros a virem e a pegarem as pessoas feridas dos hospitais". Isto elevou o número de pessoas mortas desde o início da violência política para 130, com 80 pessoas mortas antes dos tiros ao manifestantes, incluindo os 44 que morreram no desabamento da loja.
Além disso, em 7 de fevereiro, Rajoelina disse que Monja Roindefo seria o seu primeiro-ministro sob sua autoridade transitória. Segundo Rajoelina, cada uma das regiões de Madagascar teria representações na autoridade de transição. Referindo-se ao Palácio de Ambohitsorohitra, Rajoelina aludiu à sua história como chefe de família antes de 2002, e disse que ele "pertence ao povo e à cidade", enquanto declarava que ele tinha decidido dar o palácio para Monja para a sua utilização como primeiro-ministro. No mesmo dia, Ravalomanana pediu "calma e ordem", acusando Rajoelina de "cruzar todos os limites", enquanto o primeiro-ministro, Charles Rabemananjara, anunciava a extensão de uma semana do toque de recolher.
Enquanto visitava vítimas hospitalizadas do tiroteio, em 8 de fevereiro, Rajoelina jurou continuar a sua luta, e argumentou que a resposta de Ravalomanana para ao pedido popular para a mudança foi tiros. Ele exigiu um dia de luto nacional, em 9 de Fevereiro.
Em 9 de Fevereiro, o Ministro da Defesa, Cécile Manorohanta, anunciou a sua renúncia, dizendo: "Depois de tudo o que aconteceu, eu decido que, a partir de agora, já não faço parte deste governo". O Chefe das Forças Armadas de Madagascar, Mamy Ranaivoniarivo, foi nomeado como substituto de Manorohanta no mesmo dia.
Especulou-se que o tiroteio de 7 de fevereiro tivesse revertido a tendência de declínio do apoio à oposição. Jornais publicados em 9 de Fevereiro condenaram veementemente o tiroteio. Em 10 de Fevereiro, falando diante de um comício com cerca de 5000 pessoas, Rajoelina pediu para que povo entrasse em greve geral no dia seguinte; ele pediu para que todas as pessoas em suas residências não fossem para o trabalho ou à escola. Roindefo anunciou a nomeação de quatro ministros para servirem em seu governo transitório, e disse que o restante deles seria nomeado até o final da semana. Entretanto, tanto Ravalomanana quanto Rajoelina aceitaram em princípio o diálogo; Rajoelina disse que o diálogo seria condicionado à realização de uma nova eleição presidencial ou a formação de um governo de transição.
Num comício com 35.000 pessoas em Antananarivo, em 14 de fevereiro, Ravalomanana disse que iria ter o seu pleno mandato como Presidente, que estava a ouvir o povo, e que lamentou as mortes que ocorreram durante os protestos. No mesmo dia, Rajoelina realizou um comício nas proximidades, com cerca de 10.000 pessoas.
Num comício em 17 de fevereiro, Rajoelina jurou continuar a luta, e no final daquele dia, milhares dos seus apoiadores ficaram em vigília, próximos aos principais ministérios. Representando o governo, o ministro da Defesa, Ranaivoniarivo, convidou Roindefo a participar dos diálogos. Os apoiadores de Rajoelina assumiram vários ministérios importantes, em 19 de fevereiro, trocando as fechaduras dos escritórios ministeriais. Enquanto isso, Ravalomanana nomeou um novo ministro do Interior, Rabenja Sehenoarisoa (que anteriormente serviu como chefe de polícia na capital). O Ministro do Interior antecessor, Gervais Rakotonirina, afastou-se do governo devido a problemas de saúde. Apenas horas após de a oposição assumir os ministérios do governo, os apoiadores de Rajoelina foram removidos dos ministérios pelas forças de segurança no início da madrugada de 20 de fevereiro; cerca de 50 apoiadores de Rajoelina foram presos.
Ravalomanana e Rajoelina reuniram-se em 21 de fevereiro. Este encontro, que durou cerca de 45 minutos, foi organizado pelo Conselho de Igrejas Cristãs em Madagascar. Tanto Ravalomanana quanto Rajoelina concordaram em cinco pontos destinados a acalmar a situação. Isto foi concebido como um prelúdio para o diálogo mais abrangente. Em 23 de fevereiro, os dois reuniram-se novamente por cerca de uma hora, e eles realizaram uma terceira reunião, também com duração de uma hora, em 24 de fevereiro. No entanto, Ravalomanana não compareceu numa reunião marcada para 25 de fevereiro, e Rajoelina anunciou em seguida que ele estava se retirando das negociações. Rajoelina criticou Ravalomanana pelo não-comparecimento à reunião, e ainda afirmou que as reuniões já realizadas com o presidente foram decepcionantes. Odon Razanakolona, que tinha sido o mediador dos diálogos, abandonou o seu papel como mediador pouco antes de Rajoelina retirar-se dos diálogos. De acordo com Razanakolona, as negociações foram infrutíferas e sem resultados.

### Pós-diálogos
Um protesto em Antananarivo foi desmantelado pelas forças de segurança em 26 de fevereiro. Outro protesto em Fianarantsoa, em 27 de fevereiro, também foi desmantelado. Dois mortos e 13 feridos graves foram relatados no último incidente. Num comício com 10.000 pessoas em Antananarivo, em 28 de fevereiro, Rajoelina jurou continuar sua luta "até acabarmos com esta ditadura". Ele disse que, com início em 2 de Março, os protestos seriam realizados na Praça 13 de Maio, diariamente, e também pediu para que o Exército o apoiasse.
Um protesto em Ambositra foi contido pela polícia em 4 de março, e duas pessoas foram mortas. Também em 4 de março, o presidente Ravalomanana declarou a sua intenção de "restaurar a ordem" no Radio Mada. Em Antananarivo, a polícia bloqueou estradas em 5 de março para evitar os protestos na Praça 13 de Maio.
As forças de segurança tentaram sem sucesso a detenção de Rajoelina em sua residência no final da noite de 5 de março; eles também invadiram a sua rede de mídia "Viva". Inicialmente, as forças de segurança cercaram as instalações da Viva, e, após 30 minutos, a equipe da Viva tentou retirar os equipamentos, momento no qual as forças de segurança invadiram o edifício e confiscaram o equipamento. Rajoelina disse à Agence France-Presse, em 7 de março: "agora me escondo num local seguro onde eu não possa ser atacado". Foi reconhecido mais tarde que ele tinha ido à residência do embaixador francês, em 6 de março.

### Motim e mudança na liderança militar
Os soldados numa base militar no Distrito de Soanierana, perto de Antananarivo, amotinaram-se em 8 de março. Eles se opunham à utilização da força contra a oposição. O enviado especial das Nações Unidas, Tiébilé Drame, disse em 9 de Março que a ONU estava colocando Rajoelina "sob a sua proteção diplomática numa residência". O Ministro dos Assuntos Exteriores Francês afirmou, em 10 de Março, que Rajoelina havia deixado a residência do embaixador francês.
Em 10 de Março, o Chefe de Equipe do Exército Malgaxe, o general Edmond Rasolomahandry, deu aos líderes políticos 72 horas para resolver os problemas do país e para restabelecer  a paz, ameaçando assumir a liderança do país, se isso não ocorrer. No mesmo dia, o Ministro da Defesa de Madagascar, Ranaivoniarivo, anunciou a sua renúncia pouco depois de vários oficiais do exército visitarem o seu escritório para ameaça-lo sobre a mudança de fidelidade para Rajoelina. Em 11 de Março, soldados pró-oposição do CAPSAT (Corpo do Exército de Recursos Humanos e Serviços Administrativos e Técnicos) invadiram a sede do Exército, e Edmond Rasolomahandry foi forçado a renunciar. Analistas afirmaram que a guerra civil parecia ser uma possibilidade distinta. André Andriarijaona substituiu Rasolomahandry, aparentemente como resultado de deliberações internas do exército e não de uma nomeação presidencial. Andriarijaona disse que os militares permaneceriam neutros e não tomariam o poder, revogando, assim, o ultimato de 72 horas. Um porta-voz de Rajoelina disse em 11 de março que ele não iria participar de diálogos previstos para começar no dia seguinte. Posteriormente, o Conselho das Igrejas Cristãs de Madagascar anunciou que os diálogos seriam adiados.
Em 12 de Março, a oposição assumiu o Ministério das Finanças e Orçamento, com o apoio das Forças Armadas, enquanto que o primeiro-ministro fiel ao presidente realizou uma reunião de dez minutos com o primeiro-ministro designado pela oposição, que mais tarde afirmou que Rabemananjara tinha concordado em dar o seu cargo para ele. No dia seguinte, o chefe da Polícia Militar declarou que estava tendo ordens de André Andriarijaona e não do primeiro-ministro nomeado por Ravalomanana. Isto foi seguido pelo envio de tanques do exército contra o Palácio Iavoloha, enquanto que alguns dos 3,000-5,000 apoiadores civis de Ravalomanana cercaram o palácio para conter os protestos da oposição para mais longe da área. Os apoiadores de Ravalomanana, porém, foram aconselhados a deixar a estrada no caso de o exército se aproximar da área.
Em 14 de Março, Monja ocupou o gabinete do primeiro-ministro, enquanto que as forças da oposição controlavam o edifício. Monja anunciou que as forças de oposição, chamadas de "Alta Autoridade de Transição", esta presidindo o destino de Madagascar". Rajoelina deu ao presidente quatro horas, até às 06:00 (03:00 UTC), para que ele renunciasse voluntartiamente, após o qual uma massiva marcha de civis adentraria o palácio presidencial para pôr Ravalomanana para fora do seu cargo. Ele expressamente excluiu uma derrubada violenta por meios militares. No entanto, Ravalomanana mais tarde saiu do palácio guardado após o esgotamento do prazo, afirmando que ele ainda era o presidente jurídico e pedindo para uma conferência nacional.
Em 15 de Março, Ravalomanana ofereceu realizar um referendo sobre se ele deveria permanecer no poder ou não, que era visto como um sinal de como ele estava sob pressão. No dia seguinte, Rajoelina rejeitou esta proposta e pediu para que as forças de segurança prendessem Ravalomanana.

## Captura do palácio e a renúncia de Ravalomanana
Em 16 de março de 2009, um dos palácios do presidente Ravalomanana, o Ambohitsorohitra, foi invadido e tomado pelos soldados do Exército Malgaxe. Relatos indicam também a captura do Banco Central do país. O presidente não estava no palácio invadido no momento. A União Africana condenou a ação, e chamou-o como uma "tentativa de golpe de Estado", embora ele instalasse a si próprio imediatamente nos escritórios presidenciais do palácio capturado. As ações seguiram um pedido anterior do líder oposicionista Andry Rajoelina para a detenção do presidente. Rajoelina insistiu que o cerco ao palácio não foi um golpe,
Horas depois, a BBC afirmou que Ravalomanana renunciou e entregou os poderes, tanto do cargo de presidente quanto do primeiro-ministro para um Conselho Militar chefiado pelo vice-almirante Hyppolite Ramaroson. Ravalomanana disse mais tarde: "Eu nunca renunciei. Fui forçado a entregar o poder sob a mira de uma arma, em 17 de março." No momento, Ravalomanana já havia saído do Palácio Iavoloha para um local mais reservado. Em 24 de março, estava na Suazilândia. A junta militar, que se consiste de militares de altas patentes, teria sido acusada de organizar eleições num prazo de 24 meses, e de voltar a reescrever a Constituição para a "Quarta República". No entanto, o vice-almirante Ramaroson anunciou em 18 de Março que iria transferir o poder diretamente para Rajoelina, tornando-o presidente da Alta Autoridade Transitória dominada pela oposição, que ele tinha nomeado na semana anterior. Com o apoio dos militares, a autoridade foi acusada de assumir a tarefa anteriormente concedida à direção militar proposta por Ravalomanana. A Corte Constitucional de Madagascar considerou a transferência de poder de Ravalomanana para a junta militar e, em seguida, para Rajoelina, como constitucional. A declaração do tribunal não incluiu qualquer justificação para a sua decisão.
Rajoelina disse que Ravalomanana deve ser processado por supostamente usar força letal contra manifestantes desarmados de oposição no início do ano, e estaria proibindo os ministros de Ravalomanana de deixar o país.
Em 19 de Março, Rajoelina suspendeu ambas as câmaras do Parlamento. Roindefo respondeu a crítica internacional, em 20 de março, dizendo que o governo vai "explicar a situação real. Talvez o jeito dos atos de Madagascar não seja muito claro. As coisas podem ser um pouco mais específicas, que podem ser difíceis de seguir, em cada detalhe." Segundo Roindefo, a transferência de poder não foi um golpe de Estado, mas sim "a expressão direta da democracia, quando a democracia representativa não se manifesta através das instituições". Rajoelina foi oficialmente empossado como presidente, em 21 de março, perante uma multidão de 40.000 apoiadores. Nenhum diplomata estrangeiro se encontrava na cerimônia. O Ministro do Exterior de Rajoelina disse que nenhum representante estrangeiro foi convidado.

## Reações
No mesmo dia, tropas da Marinha Malgaxe pediram a renúncia de Rajoelina para 25 de março, ameaçando utilizar a força como forma de proteger a Constituição de Madagascar. De acordo com a sua declaração, as tropas da marinha "condenam todas as formas de violência contra civis" cometidas pela corporação do Exército em março, e condenaram Rajoelina pela "guerra civil que ocorre em Madagascar". As tropas da Marinha alegaram que houve provas "irrefutáveis" de que Rajoelina tinha pagado ao Exército centenas de milhões de ariary, e que eles deverão enfrentar julgamentos em conformidade com a lei militar. As tropas da marinha pediram para que outras nações não se envolvessem com o que consideram um assunto puramente interno.
Numa mensagem gravada de Ravalomanana para a cerca de 10.000 apoiadores em 25 de março, o ex-presidente incentivou as pessoas a "salvar a nação, defender a nossa união e a unidade nacional" porque o governo Rajoelina estava "destruindo o nosso país com o seu golpe."
Também em 25 de março, Rajoelina convidou o partido de Ravalomanana para se reunir com outros partidos políticos, sindicatos e os líderes empresariais, para discutir a reconciliação em 2 e 3 de abril. Rajoelina disse que a reunião também incluiria o planejamento das próximas eleições. Ele ainda disse que iria nomear os membros do grupo que iria organizar a reunião.  O partido político de Ravalomanana, o Tiako I Madagasikara (MIT), não comentou imediatamente se participaria ou não das reuniões.
Em 26 de março, o Ministro da Justiça de Rajoelina disse que tinha dado o perdão presidencial a 28 "presos políticos", e que mais seriam perdoados no futuro. Os nomes das pessoas "perdoadas" não foram divulgados publicamente.
Cerca de 6.000 pessoas que apoiaram Ravalomanana reuniram-se num parque no centro de Antananarivo, no mesmo dia, a quarta consecutiva de tais protestos. Os membros da TIM discursaram para a multidão. Referindo-se a conciliação proposta pela reunião de Rajoelina, os palestrantes disseram que Ravalomanana estaria envolvido na reunião apenas se ele fosse reconhecido como presidente-eleito de Madagascar e somente se as Nações Unidas, a Comunidade para o Desenvolvimento da África Austral, ou qualquer outro corpo internacional organizasse a reunião. Os palestrantes pediram para que Ravalomanana deixasse a Suazilândia, regressasse a Madagascar, e convocasse o parlamento bicameral para a volta das sessões. Um palestrante afirmou que as eleições só devem ser realizadas após Ravalomanana for reempossado como presidente. Após o comício, as forças de segurança lançaram gás lacrimogêneo e atiraram para o alto para dispersar a multidão.
No dia seguinte, cerca de 6.000 pessoas que apoiaram Ravalomanana reuniram-se novamente, o quinto de tais manifestações em cinco dias consecutivos. A polícia lançou novamente gás lacrimogêneo sobre a multidão no final do evento, como fizeram no final da manifestação do dia anterior.
Em 28 de março, entre 15.000 e 20.000 manifestantes reuniram-se no sexto dia consecutivo. Numa mensagem gravada à multidão reunida, Ravalomanana incentivou seus apoiadores para que continuassem a protestar, e deu garantias de que iria voltar em breve para Madagascar. Enquanto marchava para a Praça 13 de Maio, o mesmo local em que os apoiadores de Rajoelina reuniram-se no início do ano, a polícia novamente disparou para o alto e lançou gás lacrimogêneo para dispersar a multidão, resultando em uma debandada que feriu 34 pessoas. Um jovem manifestante, chamado "Razily", que foi visto num vídeo dos protestos de 28 de março protestos transportando a bandeira malgaxe à frente do protesto antes de ser publicamente espancado e preso pela polícia, tornou-se uma "causa celebre" quando o vídeo foi difundido on-line; ele não foi visto desde a sua detenção. A polícia disse que eles estavam tentando manter os apoiadores de Ravalomanana em confronto com os apoiadores de Rajoelina. Em resposta às ações policiais, os apoiadores de Ravalomanana incentivaram uma greve geral em 30 de março, dizendo: "Os alunos não devem ir para a escola, trabalhadores devem parar seu trabalho, e o setor privado deve parar de pagar impostos, de modo a não apoiar um regime ilegal." Os protestos continuaram quase todos os dias seguintes.
Em 31 de março, Rajoelina anunciou os indicados que constituiriam o gabinete da sua administração transitória de 24 meses até as eleições fossem realizadas. Rajoelina comparou-se a Ravalomanana, dizendo que este não foi imediatamente aceito pelos líderes mundiais quando ele chegou ao poder em 2002. Rajoelina reiterou suas declarações anteriores, de que outros países não deveriam "interferir" com a sua ascensão à presidência de Madagascar. Anunciou também o congelamento de todos os contratos mineiros com empresas estrangeiras, dizendo que as empresas estrangeiras não estão pagando as taxas e royalties que são legalmente devidos a Madagascar.
Ainda afirmando que ele era o legítimo presidente, Ravalomanana anunciou do exílio que ele estava nomeando Manandafy Rakotonirina como primeiro-ministro em 16 de abril, fazendo este anúncio por telefone a um comício de seus apoiadores em Antananarivo, com Rakotonirina na presença.
Em 20 de Abril, muitas pessoas se reuniram em Antananarivo para ouvir Ravalomanana falar por telefone e protestar o fechamento de duas estações de rádio: a Radio Mada e a Radio Fahazavana, o primeiro das quais é de propriedade do ex-presidente. Quando os manifestantes começaram a marchar para um tribunal no centro da cidade, a polícia lançou gás lacrimogêneo para dispersar a multidão e, em seguida, disparou para o alto. Um repórter da BBC presenciou um manifestante ser morto depois de ter sido baleado nas costas à queima roupa. Outro manifestante também foi morto, e vinte pessoas foram levadas para o hospital devido a ferimentos sofridos durante os protestos. No dia seguinte, milhares de pessoas reuniram-se para lamentar as duas mortes. O primeiro-ministro, Monja Roindefo, anunciou que "todas as manifestações estão proibidas, incluindo os protestos de apoio a Andry Rajoelina, a fim de restabelecer a lei e a ordem." Apesar da proibição, uma manifestação foi realizada no dia seguinte. Mais de mil de pessoas reuniram-se para protestar, em número e de duração mais curta quando comparado aos protestos de dias anteriores.
Carros e caminhões foram incendiados, e houve saques em Antananarivo em 23 de abril. Polícia lançou gás lacrimogêneo, detonadores e armas de fogo dispersar os protestos. Seis manifestantes foram presos.
Após Ravalomanana nomeá-lo como Primeiro-Ministro, Rakotonirina começou a trabalhar no Hotel Carlton, em Antananarivo, e ele nomeou outros ministros para ocupar os principais postos do governo em 28 de abril. Soldados com um mandado de para deter Rakotonirina invadiram o Hotel Carlton, e o prendeu em 29 de abril. Encontraram-no escondido num banheiro depois de procurarem por cerca de uma hora. Um porta-voz de Rajoelina descreveu Rakotonirina como "o líder da última semana de violência". Também no final de abril, o governo de Rajoelina informou à União Africana que estava disposto a realizar uma eleição até o final de 2009, mais cedo do que tinha declarado anteriormente.

### Reunião de reconciliação
Numa reunião de reconciliação, que incluiu quatro ex-presidentes de Madagascar e os negociadores das Nações Unidas, foi anunciado em 3 de abril que um referendo constitucional seria realizado em setembro de 2009. Além disso, ele também anunciou que eleições parlamentares seriam realizadas em março de 2010, e que eleições presidenciais seriam realizadas em outubro do mesmo ano.
Em 11 de Abril, os apoiadores de Ravalomanana terminaram sua participação em reuniões com os apoiadores de Rajoelina. Os apoiadores de Ravalomanana disseram que as reuniões não foram frutíferas porque a sua condição para o regresso de Ravalomanana ao poder não foi cumprida, nem o enviado especial a Madagascar das Nações Unidas, Tiébilé Drame, atuou como um mediador imparcial.  Em resposta, Drame disse que estava "procurando um consenso" em vez de uma "solução imposta". No mesmo dia, mais de 10.000 pessoas reuniram-se em Antananarivo para protestar contra o governo de Rajoelina.

## Outros efeitos

### Ambiental
Durante a fase de transição no governo, pessoas estavam ilegalmente caçando e desmatando no Parque Nacional de Marojejy e em outras áreas de conservação em Madagascar. Embora o novo governo malgaxe esteja preocupado, e alguns guardas de parques tenham perdido seus postos, grupos armados estão desmatando valiosas árvores rosadas. As leis que proíbem a exportação de pau-rosa foram revogadas em janeiro de 2009, de modo que as madeiras derrubadas podem ser adquiridas ilegalmente e vendidas para o exterior. Algumas pessoas construíram uma estrada de 6 quilômetros numa remota região no norte do parque para transportar as toras. Alguns navios ancoraram diretamente na costa para embarcar as toras, ao invés de ancorar nos portos controlados pelo governo. Foram relatados subornos para funcionários aduaneiros. Rádio comerciais anunciaram a procura de trabalhadores para ajudar no processo. Os recursos extraídos dessas áreas de conservação já está provavelmente ameaçando as espécies criticamente ameaçadas de extinção, tais como o lêmure silfy sifaka,  um dos 25 primatas mais ameaçados no mundo. Uma declaração conjunta emitida por várias organizações não-governamentais criticou a exploração madeireira e a caça que ocorrem em parques nacionais, além da mineração ilegal, e da agricultura "corte-e-queima", que ocorrem em todo o Madagascar. A declaração disse que "esses deploráveis atos só vão empobrecer ainda mais o país e privar as gerações futuras do povo malgaxe de seus patrimônios naturais exclusivos". Os grupos que emitiram a declaração foram o World Wide Fund for Nature (WWF), a Conservação Internacional, a Wildlife Conservation Society, o Jardim Botânico de Missouri, Durrell Wildlife Conservation Trust, o Instituto para a Conservação do Ambiente Tropical, o The Peregrine Fund, a ONG Fanamby, o Madagascar Fauna Group, o L'Homme et l'Environnement, e o Recursos Fitogenéticos para a África Tropical.

### Econômico
O Ministro das Finanças, Benja Razafimahaleo, relatou uma diminuição das receitas públicas de 15 a 20 %. Ravalomanana é proprietário da Tiko, a maior fazenda de exploração leiteira em Madagascar. Após Rajoelina se tornar presidente, os apoiadores de Rajoelina saquearam as fazendas de exploração leiteira da Tiko, resultando numa escassez leite em Madagascar. O fluxo de entrada de receitas de turistas estrangeiros diminuiu 70 %, em parte porque alguns países estrangeiros são alertando seus cidadãos para evitarem a visitar o país. Cerca de 70 % dos hotéis fecharam devido à forte queda nos negócios. Um grande hotel que se manteve aberto temporariamente demitiu 150 dos seus 400 empregados e cortou as horas e os salários dos seus outros 250 trabalhadores. Greves, cortes dos salários, e cortes na ajuda externa também estão causando problemas econômicos para o país.

#### Contratos
Rajoelina cancelou um contrato com a empresa sul-coreana Daewoo. Nos termos do contrato, a Daewoo teria alugado 13.000 km² de terra, quase a metade das terras aráveis de Madagascar, por 99 anos para cultivar milho e óleo de palma para exportação para a Coréia do Sul, um projeto que pode ter criado mais de 45.000 postos de trabalho. Em 10 de Abril, o Ministro da Reforma Agrária de Madagascar confirmou que o contrato com a Daewoo tinha sido cancelado devido a sua "aproximação incorreta", apesar de o "projeto por si só não estivesse errado, e que tal projeto é bem-vindo ". A partir de 10 de Abril, a Daewoo disse que não tinha sido informada sobre o cancelamento do contrato e iria avançar com o projeto de forma independente.
Em 17 de Março, a empresa de energia canadense Sherritt International disse que seu projeto, de duração de 27 anos e que já gastou 4,5 bilhões de dólares, para a mineração de níquel, começaria ainda em 2010, e atingiria a plena produção em 2013, como programado. Em 19 de Março, a empresa disse que era provável que a data de início do projeto fosse adiada.

### Esportes
Em 28 de janeiro, a Confederação Africana de Futebol cancelou uma partida entre o Academie Ny Antsika, de Madagascar e a União Desportiva Stade Tamponnaise, de Reunião, que era para ser realizada em Antananarivo.

## Reações internacionais
- O Ministro dos Assuntos Estrangeiros do Canadá, Lawrence Cannon, disse que as ações políticas recentes de Madagascar são ilegais e "antidemocráticas".[118] O Canadá apoia uma resolução pacífica e democrática com a ajuda da comunidade internacional.[118]
- O Ministro dos Assuntos Estrangeiros da República Checa, Karel Schwarzenberg, chamou a remoção de Ravalomanana de "golpe de Estado".[119]
- O Presidente da França, Nicolas Sarkozy, pediu para que Madagascar realizasse as eleições "o mais rapidamente possível", para pôr fim ao "golpe de Estado".[120] Sarkozy criticou a decisão de Rajoelina de fechar o parlamento de Madagascar.[120] Ele ainda afirma que Ravalomanana deve ser mantido seguro, e disse que "se ele precisar ser posto em julgamento, então que seja."[120]
- A Alemanha condenou a violenta transferência de poder, insistindo para que a democracia fosse restabelecida imediatamente.[121] A Alemanha disse que protestos de rua não são um método democrático de mudar o governo.[122]
- O  Ministro dos Assuntos Estrangeiros do Japão emitiu uma declaração expressando "preocupação" de o governo ser "incompatível com os procedimentos constitucionais ordinárias em meio à turbulência política que envolveu a população civil".[123] O Japão "espera fortemente" que a democracia e a ordem constitucional retornem "na primeira oportunidade".[123] O Japão também insiste para que a paz e a segurança dos civis sejam acolhidas.[123]
- O Presidente da Líbia, Muammar al-Gaddafi, telefonou para Rajoelina imediatamente após ele tomar o poder, para dizer que a Líbia reconheceria seu governo.[124]
- O Embaixador do México para as Nações Unidas, Claude Heller, disse que era "muito claro que houve um golpe inconstitucional", e disse que as eleições eram a única forma de Madagascar seguir adiante.[125]
- O Ministro dos Assuntos Estrangeiros da Nigéria, Ojo Maduekwe, afirmou que a Nigéria solicita "o restabelecimento da ordem constitucional", chamando as forças da oposição de "ilegais e anticonstitucionais", e suas ações como "inaceitáveis ".[126]
- O Ministro do Meio Ambiente e Desenvolvimento Internacional da Noruega, Erik Solheim afirmou que "há uma necessidade urgente de uma solução democrática para a atual situação em Madagascar. O país está caminhando para um desastre econômico. Estou profundamente preocupado com o povo do país".[127]
- O Ministro dos Assuntos Estrangeiros da Rússia, Sergey Lavrov, afirmou que a Rússia está "preocupada com o aumento da frequência das tentativas no continente Africano de recorrer a métodos não-constitucionais de resolução de problemas políticos internos." Ele passou a dizer que, além de aumentar a problemas econômicos e sociais, o uso da força é preocupante e contraria os princípios democráticos, embora afirmando que a Rússia apoia a posição da União Africana.[126][128]
- O Ministro dos Assuntos Estrangeiros da África do Sul, Nkosazana Dlamini-Zuma, disse que a África do Sul iria apoiar a "pressão", possivelmente incluindo sanções, e o "não reconhecimento" do governo do Rajoelina pela Comunidade para o Desenvolvimento da África Austral.[76]
- O Rei da Suazilândia, Mswati, disse que a ascensão de Rajoelina ao poder era inconstitucional e "viola os princípios básicos, protocolos e tratados".[129]
- O Ministro dos Assuntos Estrangeiros do Reino Unido, Mark Malloch Brown, disse que ele "condena sem reservas a transferência inconstitucional, antidemocrática e aparentemente coagida, de posse, do Presidente Ravalomanana para Andry Rajoelina. Estes eventos são equivalentes a um golpe de Estado ".[130] Ele pede uma solução pacífica, constitucional e democrática.[130]
- O porta-voz do Departamento de Estado dos Estados Unidos, Robert Wood, disse que "os Estados Unidos estão profundamente preocupados com a recente violência política em Madagascar".[131] Ele avisou ao povo malgaxe para evitar a utilização do constrangimento, e para resolver as diferenças no processo de diálogo.[131]  Wood confirmou posteriormente que o Departamento de Estado considera que a "recente evolução política em Madagáscar constitui uma transferência de poder antidemocrática".[132] Em 20 de Março, Wood disse que os Estados Unidos "condenam o processo" de remoção de Ravalomanana e a ascensão de Rajoelina, chamando-o de "antidemocrático e contrário ao Estado de Direito".[133] O Embaixador dos Estados Unidos para o Madagascar, R. Niels Marquardt, descreveu um "clima de insegurança" em Madagascar.[134] Marquardt disse que Madagascar provavelmente seria considerado inelegível para as preferências comerciais ao abrigo a Lei Africana de Crescimento e Oportunidade, se não realizasse eleições até o final de 2009.[134]
- O Ministro dos Assuntos Estrangeiros da Zâmbia, Kabinga Pande, chamou a ascensão de Andry Rajoelina ao poder em Madagascar como "um retrocesso e um perigo para o entrincheiramento da democracia e do princípio constitucional sobre o continente, que não deve ser permitido que isto forme raiz."[135]" A Zâmbia deixou também o pedido à apresentação de sanções econômicas contra a Madagascar e suspensão do país da Comunidade para o Desenvolvimento da África Austral da União Africana.
- A União Africana emitiu uma declaração sobre os acontecimentos de 16 de março, declarando que "a situação em Madagascar é um conflito interno. Trata-se de uma tentativa de golpe de Estado. Condenamos a tentativa de golpe de Estado. Pedimos ao povo de Madagascar a fazer tudo coerente com a sua Constituição."[136] A adesão de Madagascar à União Africana foi posteriormente suspensa.[137]
- A Comissão Europeia fez uma declaração dizendo que estava "seriamente preocupada com a situação de instabilidade e incerteza que prevalece atualmente em Madagascar. A Comissão Europeia pede para que a todas as partes em Madagascar garantam a tranquilidade, e convida-os a participar imediatamente num diálogo mais amplo".[138]

O presidente da União Interparlamentar, Theo-Ben Gurirab, disse que condena veementemente o "golpe de Estado" em Madagascar, dizendo que qualquer ação inconstitucional para derrubar um governo é fundamentalmente imperfeita e completamente inaceitável. A União Interparlamentar suspendeu a filiação do parlamento de Madagascar.
- A Comunidade para o Desenvolvimento da África Austral (CDAA) se recusou a reconhecer a presidência de Rajoelina porque "a sua nomeação não só violará a constituição de Madagascar, mas também os princípios internacionais, como os protocolos da CDAA, da União Africana e das Nações Unidas."[142] A CDAA "condena fortemente e em toda a veemência as circunstâncias que levaram à destituição de um presidente democraticamente eleito de Madagascar ".[142] A CDAA diz que as eleições devem ser realizadas dentro de seis meses, em vez de vinte e quatro meses, como proposto por Rajoelina.[143] A CDAA suspendeu a filiação de Madagascar até que se restaure a ordem constitucional, e pediu para que Rajoelina renunciasse, para que Ravalomanana fosse reempossado como presidente.[144] Se Rajoelina não cumprir as sua decisões, a "CDAA deve, em colaboração com a União Africana e as Nações Unidas, considerar outras opções para restaurar a normalidade constitucional ".[144] Em 1 de Abril, o Madagascar retirou a sua adesão à CDAA.[145] Uma delegação da CDAA visitou Madagáscar em 20 de Abril, e uma outra delegação visitou três dias depois.[146]
- O Secretário-Geral das Nações Unidas, Ban Ki Moon, pediu para que o governo malgaxe desse absoluta prioridade à proteção da população em geral . Ele manifestou a sua preocupação com "a perturbação grave" e com as mortes.[147]  O Secretário-Geral Assistente para Assuntos Políticos, Haile Menkerios, disse que as Nações Unidas pede "eleições rápidas e abrangentes" para retornar a um governo constitucional, num processo decidido pelo governos anteriores e pelo atual.[125]

### Sanções e a suspensão de ajuda
Desde 16 de março, a Noruega tem instituído sanções, majoritariamente constituídas por um congelamento da ajuda econômica, principalmente devido ao clima instável no país antes mesmo da renúncia de Ravalomanana.
Em 20 de março, o porta-voz do Departamento de Estado dos Estados Unidos, Robert Wood, disse que os Estados Unidos irão suspender todas as assistências não-humanitárias a Madagascar.
O Conselho de Paz e Segurança da União Africana também anunciou que irá impor sanções ao governo de Madagascar se uma  transferência de poder "inconstitucional" for realizada, incluindo a expulsão do país da União Africana. A União Africana pode adotar sanções se Madagascar não restaurar a ordem constitucional no prazo de seis meses.
A posição da União Africana foi corroborada pelo Ministro dos Assuntos Estrangeiros da República Checa, Karel Schwarzenberg, que afirmou que a União Europeia pode aplicar sanções em Madagascar e não reconhecer a transferência de poder, e o Departamento de Estado dos Estados Unidos indicou uma resposta semelhante para a qualquer mudança de regime "extraconstitucional". A Comunidade para o Desenvolvimento da África Austral reuniu-se no final de março para considerar as sanções.
Em 31 de Março, a União Europeia disse que não havia suspendido a sua ajuda para Madagascar, que vão continuar durante os próximos três anos, tal como acordado anteriormente, mas também disse que não tinha planos para um novo projeto de auxílio.

### Resposta do governo
A maior parte da resposta governamental tem sido canalizada através do primeiro-ministro da oposição, Monja Roindefo, que negou que os acontecimentos que conduziram à ascensão de Rajoelina à presidência fosse um golpe, mas sim uma "expressão direta da democracia, quando a democracia representativa não se manifesta através das instituições ", e pediu para que a União Europeia reconsiderasse a sua reação aos acontecimentos. Rajoelina julgou improcedente a condenação, afirmando que "caso não tenham entendido o processo, podem reagir bem. Porém, se manter fiel à sua linha depois de se pronunciado, vai ficar chato".
Rajoelina prometeu que o elevado custo de vida em Madagascar diminuiria porque os comerciantes tinham acordado em diminuir o preço do pão e do óleo de cozinha, a partir de 30 de março, e do custo do arroz dias depois.
Em resposta ao ponto de vista da  Comunidade para o Desenvolvimento da África Austral (CDAA), que entende que a ascensão de Rajoelina ao poder era inconstitucional, e que pediu as eleições no prazo de seis meses, Rajoelina disse que a adesão na CDAA "não é do interesse de Madagascar". Ele disse que ia falar com outros para decidir se Madagascar continuaria a ser um membro da CDAA. "A perspectiva de uma intervenção da CDAA é inaceitável. Outros estados não podem interferir na decisão da Alta Corte Constitucional (de Madagascar)", que considerou a transferência de poder para Rajoelina constitucional.